# Geminga
Geminga (SN 437 / PSR B0633+17 / PSR J0633+17) és un estel de neutrons situat an la constel·lació dels Bessons. Batejada així per l'astrònom italià Giovanni Bignami quan va observar aquest objecte amb telescopis òptics, el nom és una contracció de l'anglès Gemini gamma-ray source i també una expressió en el dialecte llombard de Milà que significa «no està aquí». S'hi troba a 552 anys llum de distància del sistema solar.

## Descobriment
Descoberta en 1972 pel satèl·lit SAS-2 com una intensa font de rajos gamma que no coincidia amb cap objecte conegut, l'existència de Geminga va ser confirmada pel satèl·lit de l'Agència Espacial Europea COS-B. Observacions dutes a terme amb l'Observatori Einstein van mostrar que la font de rajos gamma també emetia rajos X, encara que amb un flux molt inferior. El satèl·lit ROSAT de rajos X va trobar que el senyal de Geminga es repeteix cada 0,237 segons, cosa que va ser confirmadaper l'observatori de Rajos Gamma Compton.
La revisió de les antigues dades de COS-B i SAS-2 van permetre demostrar que el període de pulsació creix amb el temps, com ocorre en tots els púlsars detectats en ones de ràdio. D'aquesta forma va quedar establert que Geminga és un púlsar, si bé és l'únic conegut que no emet ones de ràdio.

## Característiques
Geminga és un púlsar invisible en ones de ràdio —l'únic conegut amb aquestes característiques— i això pot deure¡'s al fet que el raig d'ones de ràdio no escombra l'àrea on està la Terra. Així mateix, ha estat identificat en l'espectre visible com un estel blau extremadament tènue de magnitud +25,5. El seu període de rotació és de 0,237 segons, cosa que implica que en un segon completa 4,22 voltes.
Hom pensa que Geminga és la resta d'una supernova que va tenir lloc fa uns 300 000 anys. La supernova pot ser responsable, almenys en part, de l'àrea de baixa densitat en el medi interestel·lar que existeix en les rodalies del sistema solar, coneguda com la Bombolla Local.

## Possible sistema planetari
En 1997 es va anunciar el descobriment d'un planeta en òrbita al voltant de Geminga sobre la base de petites desviacions en el ritme d'emissió de rajos gamma, que podrien deure's a efectes gravitatoris. L'hipotètic planeta s'hi trobaria a 3,3 ua de Geminga i tindria un període orbital de 5,1 anys. Amb una massa un 70% major que la massa de la Terra, es tractaria d'un planeta terrestre. No obstant això, el descobriment ha estat posat en dubte, ja que recents anàlisis de les dades suggereixen que les desviacions poden ser degudes a sorolls en el senyal.